# Liff
Liff är en by i Angus i Skottland. Byn är belägen 60,5 km 
från Edinburgh. Orten har 880 invånare (2016).